# Alexandre Barginet
Alexandre Pierre Barginet (Grenoble, 29 juin 1797 - Lyon, 18 décembre 1843), est un journaliste, pamphlétaire et écrivain français.

## Biographie
Alexandre Barginet fait ses études comme boursier du lycée de Grenoble et se fait connaître dès 1814 par un vaudeville Les Autrichiens à Montmeillan, œuvre de circonstance, représentée avec succès au théâtre municipal de Grenoble. Le 7 mars 1815, il rencontre Napoléon, de retour de l'île d'Elbe, à Laffrey et le suit à Paris où il obtient un brevet d'élève national à l'école militaire de Saint-Cyr. Il sert alors dans la garde puis devient secrétaire de Paul Didier.
Il revient à Grenoble après les Cent-Jours et est persécuté pour sa conduite du 7 mars par les autorités de Louis XVIII. Arrêté à diverses reprises, il se mêle en 1816 à la conspiration organisée par Jean-Paul Didier et est emprisonné comme complice. Finalement libéré grâce à l'appui d'une famille royaliste proche du général Donnadieu, il passe l'année 1817 à Grenoble et le 17 octobre, lors du passage du duc d'Angoulême dans la ville, est chargé de la rédaction d'une pièce composée pour la circonstance intitulée Vive le Roi qui lui rapporte 40 francs. Son ami Eugène de Lamerlière le décide alors à partir pour Paris.
À Paris, Barginet commence par écrire pour des journaux de l'opposition et rédige des brochures politiques à la gloire de Napoléon qui lui valent plusieurs traductions en cour d'assises, plusieurs acquittements et une condamnation à 15 mois de prison et 3 000 francs d'amende pour son pamphlet Histoire véritable de Tchen-Tchéou-Li.
Après cette condamnation, il travaille à des romans et, lors de la Révolution de 1830, se pose en médiateur des événements, ce qui lui vaut d'être nommé premier adjoint de Montmartre où il réside, commandant de la garde nationale et de recevoir la Légion d'honneur.
En octobre 1830, Amédée Girod de l'Ain, alors préfet de police, le nomme inspecteur-général de la salubrité et de l'éclairage de Paris. Barginet reprend la plume politique et est destitué brutalement par Henri Gisquet qui lui reproche de sortir de son devoir de réserve.
La loi de 1833 accordant une indemnité aux condamnés politiques de la Restauration lui apporte une pension de 900 francs ainsi qu'une pension littéraire de 1 000 francs.
En 1837, Barginet publie une brochure De l'Amnistie, et du mariage de S. A. R. le duc d'Orléans, à la gloire de la monarchie de Juillet, qui fait scandale, ses anciens amis politiques le traitant de renégat et de caméléon. En 1839, il achète à Lyon le Journal du Commerce qui se spécialise sur l'exposition et la défense des doctrines napoléoniennes. Il est alors arrêté pendant la tentative du prince Louis-Napoléon à Boulogne sous l'inculpation de complot contre la sureté de l’État. Écroué à la Conciergerie durant quatre mois par prévention, il est aussi privé de ses indemnités et de son allocation littéraire.
Il meurt dans la misère le 18 décembre 1843 à Lyon.

## Hommages et distinctions
- Il rédigea la partie historique du Dictionnaire des sciences mathématiques pures et appliquées d'Alexandre Sarrazin de Montferrier publié chez Hachette en 1845.
- À Grenoble, une courte rue lui a été dédiée en 1911, reliant la rue Ampère à la rue du Drac[8].
- Un buste anonyme en bronze le représentant est conservé au Musée de Grenoble[9].
- Un médaillon de David d'Angers le représentant, daté de 1833, est conservé au Musée du Louvre[10].

## Œuvres
- Changement de domicile, vaudeville en 1 acte, avec Philippe Roustan, Théâtre de la Porte-Saint-Martin, 1818
- La Guerre de trois jours, poème héroï-comique en 3 chants, dédié aux élèves de l'école de droit de Paris, 1819
- Généalogie critique et littéraire des maisons de Croy-Chanel de Hongrie, et de Croy-d'Havré de Santerre, 1820
- L'Intrigue à l'auberge, ou les Deux Élisa, comédie en 1 acte et en prose, mêlée de couplets, avec Roustan, Théâtre de la Gaîté, 1820
- Aperçu topographique et médical sur les eaux minérales d'Enghien, 1821
- Apocalypse de 1821, ou Songe d'un homme éveillé, 1821
- De la Reine d'Angleterre et de Napoléon Bonaparte, tous deux morts d'un cancer, 1821
- La nuit de Sainte-Hélène, 1821
- Sur Napoléon, ou Réponse aux journaux contre-révolutionnaires qui s'intitulent : Quotidienne, Gazette de France, Journal des débats et Drapeau blanc , 1821
- Vers et romance sur la mort de Napoléon Bonaparte, 1821
- Dieu le veut ! considérations politiques et religieuses sur l'émancipation des Grecs, 1821
- Histoire véritable de Tchen-Tchéou-Li, mandarin lettré, premier ministre et favori de l'empereur Tien-Ki, 1822
- Funérailles des rois de France et cérémonies anciennement observées pour leurs obsèques, 1823
- Lettre à M. le vicomte de Châteaubriand,... ministre des Affaires étrangères, sur l'affaire de M. Magalon, 1823
- Souvenirs poétiques de deux prisonniers, 1823
- Histoire du gouvernement féodal, 1825
- Les Montagnardes, traditions dauphinoises, 4 vol, 1826
- Mémoires sur l'ancienne chevalerie, de Jean-Baptiste de La Curne de Sainte-Palaye, 2 vol, avec Charles Nodier, 1826[11]
- La Cotte rouge, ou l'Insurrection de 1626, histoire dauphinoise du XVIIe siècle, précédée d'une notice sur le château de Vizille, 4 vol, 1828
- De la Centralisation et d'une loi organique des administrations communales et départementales, 1828
- Le Roi des montagnes, ou les compagnons du chêne, tradition dauphinoise du temps de Charles VIII, 5 vol, 1828
- Les deux Seigneurs de village, 4 vol, 1829
- La chemise sanglante, 4 vol, Mame, 1830
- Le grenadier de l'île d'Elbe, 2 vol, 1830
- Chansons de Poutignac de Villars. Sainte-Pélagie 1820, 1821-1829. Poissy, 1822, 1823, 1824, 1830
- La 32e Demi-Brigade, chronique militaire du temps de la République, 1832
- Les cent-et-une nouvelles nouvelles des Cent-et-un, ornées de cent-et-une vignettes, 1833
- Chroniques impériales, 2 vol, 1833-1834
- De l'Amnistie, et du mariage de S. A. R. le duc d'Orléans, 1837
- Les Héberard, légende des baronnies, 1643, 2 vol, 1837
- Martin Luther (1505-1546), 2 vol, 1839
- Dictionnaire universel et raisonné de marine, 1841